# 丘承祖
丘承祖（1533年—？年），字克紹，號虹岡，四川成都左護衛軍籍。

## 生平
十一月初三日生，行二，治《易經》，由成都府學生中式四川鄉試第二十二名舉人，年三十歲中式嘉靖四十一年壬戌科會試第二百九十五名，第三甲第一百二十六名進士。隆慶二年（1568年）任镇江府通判，升南京户部主事。

## 家族
曾祖丘達常；祖丘嵩；父丘岳；母金氏。具慶下，妻王氏，繼妻王氏；兄承業，弟承嗣。